# Линевка (Ульяновский район)
Линеёвка — деревня в Ишеевском городском поселение Ульяновском районе Ульяновской области.

## География
Линевка расположена на берегу озера (ерик), соединяющегося с р. Свиягой в полуверсте от селения, в 25 км от Ульяновска; озеро шириной 50—80 саженей и длиной, несколько более полуверсты. Местные старики рассказывают, что их деревня получила название от того, что в озере прежде во множестве ловилась рыба линь.

## История
Первый раз деревня Линёвка упоминается в документах 1697 года, когда она принадлежала симбирянину Дмитрию Матвееву Муромцеву, который в том году променял её симбирянину Льву Афонасьеву Нагаткину, а сам переселился в д. Волковку.
В 1780 году, при создании Симбирского наместничества, деревня Линёвка, при озере Линеве, помещиковых крестьян, вошла в состав Симбирского уезда.
В конце 18-го века д. Линёвка принадлежала поручику Алексею Емельяновичу Столыпину (прадед поэта Михаила Лермонтова) и его жене Марье Афонасьевне, у которых здесь родилась дочь Елизавета Алексеевна (в замуж. Арсеньева, бабушка Михаила Лермонтова). 
Во время генерального межевания (в 1799 году) эта деревня состояла из 14 дворов (67 муж. и 69 жен.) и во владении Столыпиных, вместе с капитаншею Василисою Андреевною Воронцовою, числилось 712 дес. 1299 саж. земли. 
В 1817 году Столыпин построил здесь небольшую суконную фабрику и перевел сюда крестьян из д. Городищ, Ундоровской волости. От Столыпиных Линевка перешла к полковнику Петру Аполлоновичу Каханову, который значительно расширил фабрику: построил четыре каменных корпуса и увеличил число рабочих. 
В 1859 году сельцо Линёвка, в 1-м стане, по почтовому тракту из г. Симбирска в г. Казань, в котором есть: суконная фабрика и кирпичный завод.
В 1850-х годах столетия П. А. Каханов задумал построить в Линёвке церковь. Приготовлен был материал и уже началась постройка фундамента, но Петр Аполлонович умер, а наследники не привели в исполнение его желания. При нём Линевка процветала, высматривала скорее городком, чем деревней: постройки чистые, попадались дома городской архитектуры, не говоря уже о помещичьем доме, весьма красивом, с прекрасным большим садом. Прихожане ходили в церковь села Шумовка. 
В 1889 году 434 десятины при д. Линёвке, с фабрикою и усадьбою, купила, с торгов, графиня Марья Ильинична Остен-Сакен; но фабрика и тогда уже не работала; она перестала действовать с 1878 года. В 1903 году фабричные корпуса стоят в полуразрушенном состоянии, так как уже 25 лет как фабрика совершенно заброшена. Запущенная усадьба последнее годы несколько оживилась: здесь живут дачники; два года помещалась гимназическая санатория; но отдаленность от г. Симбирска (25 верст) не дает возможности развиться здесь дачной жизни, несмотря на все местные благоприятные условия.
В 1898 – 1899 годах здесь жил будущий известный поэт и художник Давид Бурлюк. Его отец проживал здесь у своего приятеля, управляющего графским имением Никифора Еленевского, дочь которого Мария стала впоследствии женой Давида. Жил тогда в Линёвке и его младший брат Николай Бурлюк, тоже ставший впоследствии поэтом и прозаиком. 
В 1903 году крестьяне, бывшие А. П. Каханова, в числе 67 душ (19 дворов) наделены 268-ю десятинами земли (усадебной 6 дес. пашни 237 дес. и выгону 15 дес.). Из местных крестьян имеют здесь купленную у А. И. Каханова землю: 1) Афонасий Дмитриев Боровков — 4 десятин и 2) Степан Логинов Палицинский — 6 десятин.

## Население
| Год  | Число дворов | Число жителей | Примечания                                                                             |
| ---- | ------------ | ------------- | -------------------------------------------------------------------------------------- |
| 1780 |              | 52            | Ревизских душ                                                                          |
| 1799 | 14           | 136           | (67 муж. и 69 жен.)                                                                    |
| 1859 | 13           | 206           | 96 муж.. и 110 жен.;                                                                   |
| 1900 | 29           | 200           | в д. Линевке (при р. Свияге и Линевском озере, в 2 в.; н. р.) в 29 дв. 102 м. и 98 ж.; |
| 2010 |              | 6             |                                                                                        |

- В Линевке некоторое время жила семья Бурлюков и там юный Давид Бурлюк познакомился со своей будущей женой Марусей Еленевской. Сестра Давида — Бурлюк-Кузнецова, Людмила Давидовна оставила воспоминания о жизни в Линёвке[9].